# Van Etten (CDP, New York)
Pour les articles homonymes, voir Van Etten.
Van Etten est une census-designated place du comté de Chemung, dans l'État de New York, aux États-Unis,. En 2020, elle compte une population de 601 habitants.